# Lawrence Lemieux
Lawrence Lemieux (Edmonton, 12 de noviembre de 1955) es un deportista canadiense que compitió en vela en la clase Finn.
Ganó dos medallas en el Campeonato Mundial de Finn, plata en 1990 y bronce en 1980, y una medalla de oro en el Campeonato Europeo de Finn de 1991.
Participó en dos Juegos Olímpicos de Verano, en los años 1984 y 1988. En Seúl 1988, en la cuarta regata de la clase en la que competía, en la que iba segundo en la clasificación general, el bote de la clase 470 del equipo de Singapur, que competía en un campo de regatas cercano, volcó, y Lemieux decidió ayudar a los tripulantes, perdiendo tiempo y puntos en la clasificación. Por este hecho, recibió del presidente del COI, Juan Antonio Samaranch, la medalla Pierre de Coubertin.

## Palmarés internacional
| \| Campeonato Mundial \| Campeonato Mundial \| Campeonato Mundial \| Campeonato Mundial \| \| Año \| Lugar \| Medalla \| Clase \| \| ----------------------- \| ------------------------ \| ------------------ \| ------------------ \| \| 1980 \| Auckland (Nueva Zelanda) \| Medalla de bronce \| Finn \| \| 1990 \| Porto Carras (Grecia) \| Medalla de plata \| Finn \| \| Campeonato Europeo[n 1] \| \| \| \| \| Año \| Lugar \| Medalla \| Clase \| \| 1991 \| Anzio (Italia) \| Medalla de oro \| Finn \| |                          |                   |       |
| Campeonato Mundial |                          |                   |       |
| Año | Lugar                    | Medalla           | Clase |
| 1980 | Auckland (Nueva Zelanda) | Medalla de bronce | Finn  |
| 1990 | Porto Carras (Grecia)    | Medalla de plata  | Finn  |
| Campeonato Europeo |                          |                   |       |
| Año | Lugar                    | Medalla           | Clase |
| 1991 | Anzio (Italia)           | Medalla de oro    | Finn  |

1. ↑  En el Campeonato Europeo de esta clase se permite la participación de regatistas de otros continentes.